# Johnny Dorelli
Giorgio Domenico Guidi (n. 20 februarie 1937, Meda, Lombardia, Regatul Italiei), cunoscut drept Johnny Dorelli, este un cântăreț italian.